# 장수형
장수형(1970년 10월 20일 ~ )은 대한민국의 배우이다.

## 생애
1993년 연극배우 첫 데뷔하였고 1999년 SBS 서울방송 드라마 《맛을 보여드립니다》로 텔레비전 드라마에 첫 출연하였으며 이듬해 2000년 MBC 문화방송 시트콤 《세 친구》에도 단역 출연하였고 2001년 영화 《파이란》의 단역으로 영화배우 데뷔하였으며 이어 같은 해 MBC 문화방송 시트콤 《연인들》의 1인 다역 등의 단역 출연에 이어 이듬해 2002년에는 MBC 문화방송 텔레비전 드라마 《어사 박문수》에도 출연하였다.

## 출연작

### 영화
- 2001년 《파이란》
- 2006년 《구미호 가족》 : 의사 역
- 2007년 《리턴》 : 과거 외과의사 역

마라톤/가을로/등 외다수 출연

### 드라마
- 1999년 SBS 《맛을 보여드립니다》
- 2000년 MBC 《시트콤 세 친구》
- 2001년 MBC 《연인들》
- 2002년 MBC 《어사 박문수》
- 2003년 SBS 《형사》
- 2006년 KBS1 《서울 1945》

### 연극
- 《세종대왕》 ... 세자 이향 역(주연)
- 셀프서비스 .
- 여자가 말한다
- 서 있는 사내들
- 내려다본 세상 외 다수